# Mittelplate (Wattgebiet)

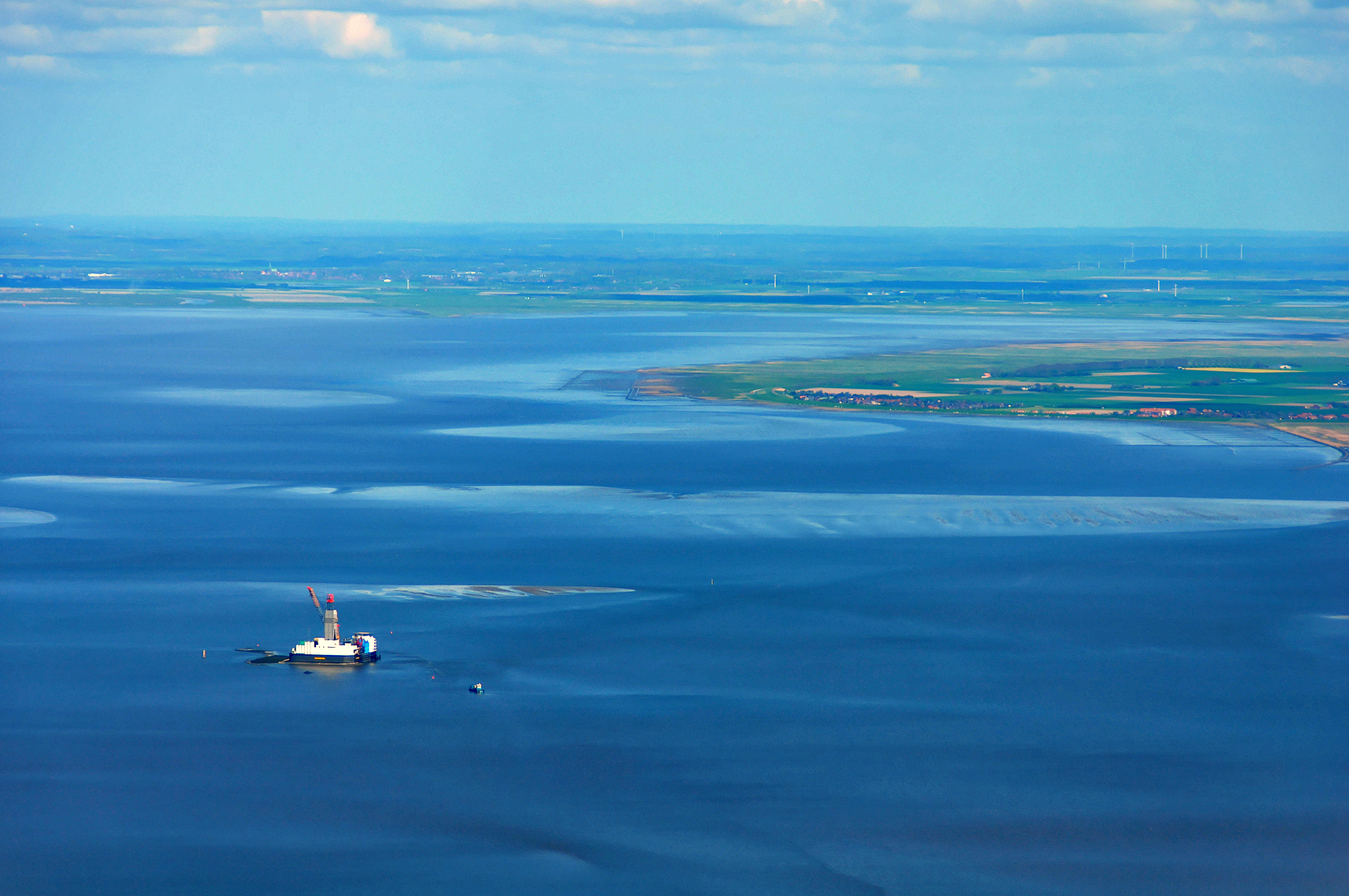
Das Wattgebiet Mittelplate mit der Bohrplattform

Die Mittelplate ist ein großes Wattgebiet in der Nordsee vor der Dithmarscher Küste im südlichen Teil des Nationalparks Schleswig-Holsteinisches Wattenmeer. Sie liegt nördlich der Elbmündung und weitgehend zwischen Friedrichskoog und der Insel Trischen und wird im Norden durch die Meldorfer Bucht begrenzt. Im Gebiet der Mittelplate gibt es diverse Sandbänke, die bei Niedrigwasser auch gut vom Deich aus zu erkennen sind, sowie einige wenige Hochsände. Die Mittelplate ist auch Namensgeberin für das Ölfeld Mittelplate. Die Mittelplate dehnt sich rund zwölf Kilometern von der Küste bis in die Nordsee aus.